# Lajos Papp
Lajos Papp (Debrecen, 8 aprile 1944 – Budapest, 31 ottobre 1993) è stato un tiratore a segno ungherese, specializzato nella carabina.

## Carriera
Papp partecipò per la prima volta ai Giochi olimpici a Città del Messico 1968, dove si classificò decimo nella gara da 300 metri tre posizioni e 46° nella gara da 50 metri a terra.
Due anni dopo aver conquistato l'oro mondiale nella carabina 300 metri in ginocchio a Phoenix 1970, gareggiò a Monaco di Baviera 1972 vincendo il bronzo.
Nel 1974 vinse la sua seconda medaglia ai campionati mondiali arrivando terzo nei 50 metri in piedi a squadre, nel 1976 partecipò ai suoi terzi Giochi olimpici a Montréal 1976 giungendo 13º nella carabina 50 metri tre posizioni e 20° nella carabina 50 metri a terra.

## Palmarès
- Giochi olimpici

Monaco di Baviera 1972: bronzo nella carabina 300 metri tre posizioni.
- Campionati mondiali di tiro

Phoenix 1970: oro nella carabina 300 metri in ginocchio.
Berna 1974: bronzo nei 50 metri in piedi a squadre.